# Xanthopimpla rhabdomera
Xanthopimpla rhabdomera är en stekelart som beskrevs av Henry Keith Townes, Jr. 1969. Xanthopimpla rhabdomera ingår i släktet Xanthopimpla och familjen brokparasitsteklar. Inga underarter finns listade i Catalogue of Life.